# Затворницький Петро Прокопович
Затворницький Петро Прокопович (1840, с. Дейкалівка Зіньківського повіту Полтавської губернії — 25.01.1912, с. Дейкалівка) — протоієрей, меценат, філантроп. Засновник першого в Російській імперії Товариства тверезості.
Син дейкалівського священника. Закінчив Полтавську духовну семінарію. Визначений учителем в Полтавське повітове духовне училище. Вчителював у дейкалівському приходському училищі, потім рукоположений на священницьке служіння тут само. Пізніше переміщений священником у Свято-Духівський собор Ромен. Тут був членом повітової училищної ради. В цей період помирають від туберкульозу дружина і семеро малолітніх дітей Затворницького. В Ромнах за сумлінну службу був нагороджений набедреником, наперсним хрестом, орденом.
П'ять років був міським благочинним і соборним протоієреєм Зінькова. 

## Товариство тверезості
До смерті жив у Дейкалівці, де активно займався закриттям шинків (цій темі було присвячено біля третини його проповідей в головній його праці «Пастирський голос»). В 1874—1876 роках ним було організоване перше офіційне товариство тверезості в Російській імперії. За його пропозицією громадська сходка Дейкалівської волості постановила: 
|  | для искоренія пьянства нынѣ существующія шинковыя заведенія не желаемъ, чтобы таковыя дальше существовали, а желаемъ на основаніи закона, чтобы таковыя были закрыты; и кроме этого постановили слѣдующее: вышеозначенныхъ шинковыхъ заведеній, а также и другихъ, хотя бы кто и ходатайствовалъ объ открытіи, иметь не желаемъ не только въ этомъ году, но даже и на будуще время — навсегда. |

Затворницькому прийшлося зіткнутися з інтригами й нерозумінням місцевих торговців, проте через деякий час приклад Дейкалівської волості стали повсюди запозичувати.
Поряд з проповіддю моральних чеснот, благочестя та необхідності відмови від алкоголю, робив спроби налаштувати обивателів проти «хибного», на думку панотця, соціалістичного вчення.

## Благодійництво
Здійснив два паломництва на Близький Схід, святі місця (Константинополь, Афон, Смірна, Палестина, Єгипет). З Афонського монастиря Затворницький привіз для Дейкалівської церкви (споруджена в 1771 році) частинки мощей св. Великомученика Пантелеймона і св. Священномученика Харлампія:
|  | святыня сія (мощи), говорится въ свидѣтельствѣ монастыря отъ 11 іюля 1875 г. за № 285, даруемая обителію въ неотъемлемое достояніе церкви Рождества Пресвятыя Богородицы, что въ с. Дейкаловкѣ, въ благодатное освященіе и цѣлебную помошь причту, прихожанамъ и всѣмъ съ вѣрою, любовью и надеждою имѣющимъ притекать къ оной святынѣ, еже и буди всѣмъ имъ предстательствомъ и заступленіемъ св. страстотерпцеві Христовыхъ Пантелеймона и Харлампія. |

По місцях своїх мандрівок збирав антикварні речі, зібрання яких стало домашнім музеєм.
Пожертвував більше 40 десятин орної землі та доходи з них Православному Палестинському товариству. Згідно заповіту, цьому ж товариству відійшло після смерті ієрарха 217 десятин землі. Відписав своє нерухоме майно в Криму та великі грошові суми для різних релігійних організацій.

## Праці
У рукописах залишив п'ятитомну роботу «Трезвость — путь спасения», схвалену до друку Московським духовним комітетом. Перші чотири випуски його «Пастирського голосу» були удостоєні нагородження Премією Імператора Петра Великого. Крім того, ним була написана і видана історія товариства тверезості в Дейкалівці.